# エジプト第10王朝
エジプト第10王朝（エジプトだい10おうちょう、紀元前2130年頃 - 紀元前2040年頃？）は、エジプト第1中間期の古代エジプト王朝。ヘラクレオポリス（古代エジプト語：ヘウト・ネンネス Hwt-nen-nesu）を拠点にエジプト全域に勢力を拡大した第9王朝の地位を継承したが、南部ではテーベ（古代エジプト語：ネウト）侯が第11王朝を建てており、エジプトの支配権を巡ってこれと争った。

## 歴史
エジプト第9王朝に続いて上エジプト北部地方を支配したが、第9王朝からの交代の具体的な経緯などまったく分かっていない。現代のエジプト学者は多くの場合、第9、第10王朝を一まとめに扱っている。マネトがこれを二つの王朝に分けた理由も不明である。
当時テーベを拠点とした第11王朝の強大化著しく、第10王朝との対立が深まっていた。第10王朝と第11王朝の国境は当初上エジプト第8県のアビュドスの北にあったが、第11王朝との国境紛争が頻繁に発生していた。こうした状況のため、上エジプトの州侯に対しても広範な自治を認めてその協力を仰がなくてはならなかった。
第10王朝が比較的安定した時代を迎えるのはケティ3世の治世である。彼の時代に、第11王朝の王アンテフ2世による攻撃があり、一時は上エジプト第10県までが第11王朝の支配下に落ちた。しかしケティ3世はアシュート（古代エジプト語：サウティ）侯テフィーブの協力の下でこの攻撃を退け、逆に南下してアビュドスを占領することに成功した。この成功を背景に、第11王朝との間に元のアビュドス北の国境線で停戦するという合意を結ぶことに成功し、その後は友好関係の構築に尽力した。こうして南方国境を安定させると、下エジプト地方の統制回復に力を注ぐべく軍を北に向けた。
ケティ3世が王太子メリカラーに対して与えた教訓であると伝えられる文書がある。これは現在『メリカラー王への教訓』と呼ばれており、かなりの部分が現存している。この文書は当時の王の責務など、王権観に関する記述や、倫理、政治的な問題に関する記述が多くある他、第10王朝が置かれた状況下で取るべき政策について論ずる記述も含まれており、当時の歴史を知るための第一級の史料である。文書の形式としては『カゲムニの教訓』などの文書と同じ形式に従っている。
この文書で、ケティ3世は下エジプトにおいて海岸に至るまでアジア人を撃退し、彼らによって破壊された土地は行政区に分け、都市を築いてアジア人を撃退するための兵士で満たしたと宣言する。その上でメリカラーに対し、「自分のやったこと以上のことをやれる者を見たいものだ。」と語り、アジア人に対する対策法をかなり具体的に教えている。また、それとは別に南方（通常第11王朝と解される）との間の友好を保つように述べ、それによって南部の建材は「妨害されることなく」メリカラーの下に届けられるだろうと述べている。
ケティ3世の没後にメリカラーが王位についた。彼は下エジプトに侵入していたアジア人に対抗するためにメンフィスに一万人の兵士と役人を駐留させた。さらにメリカラー自らが下エジプトの防備を強化するために建築事業を強力に推進した。また第10王朝の王達は、ヘラクレオポリスから統治していたとしても、古王国からの伝統ある聖域であるサッカラをはじめとしたメンフィスの近郊に自らの墓を構築したようである。
最終的に第10王朝と第11王朝の間には再び戦端が開かれた。第11王朝の王メンチュヘテプ2世の治世第14年に発生したティニスの反乱が切っ掛けとして想定されているが、その経緯は不明である。メリカラーはメンチュヘテプ2世の攻勢の前に劣勢に回り、これを見たヘルモポリス（古代エジプト語：ウヌー）侯など第10王朝の有力州侯が第11王朝側についたことで、メリカラー死去までに第10王朝の国境線は大幅に後退した。メリカラー王の死後、名前不詳の王が跡を継いだが、間もなく第11王朝によってネンネス（ヘラクレオポリス）が陥落させられ、第10王朝は瓦解。再び全エジプトが統一王朝の下に置かれることになった。

## 歴代王
第10王朝の王統は不明である。以下に上げるのはトリノ王名表に記載された判読可能な王の一覧である。このうち考古学的資料によって存在の可能性が高い、または確定している王はケティ3世とメリカラーだけである。存在確定の判断はフィネガンの物に依った。
| 即位名            | 誕生名                   | 備考                                                   |
| ----------------- | ------------------------ | ------------------------------------------------------ |
| メリハトホル      |                          |                                                        |
| ネフェルカラー8世 |                          |                                                        |
| ワハカラー        | ケティ3世（アクトイ3世） | 『メリカラー王への教訓』の作者と考えられることが多い。 |
| メリカラー        |                          |                                                        |
|                   |                          | 名前不明の王                                           |